# Blair Spittal
Blair Spittal (Erskine, 19 dicembre 1995) è un calciatore scozzese, centrocampista degli Hearts.

## Carriera
Cresciuto nelle giovanili del Queen's Park, esordisce in prima squadra nel 2012 nel campionato di Scottish League Two. Nel 2014, dopo essersi distinto nel campionato precedente, viene acquistato dal Dundee Utd club di Scottish Premiership. Nel 2017 contribuisce a far vincere alla sua squadra la prima Scottish Challenge Cup della propria storia.

## Palmarès

### Club

#### Competizioni nazionali
- Scottish Challenge Cup: 1

Dundee United: 2016-2017

### Individuale
- PFA Scotland Team of the Year: 1

2013-2014